# Giulio Roma

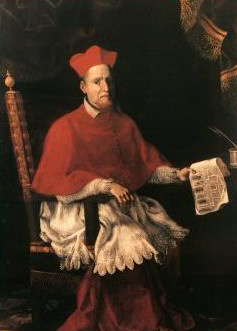
Giulio Kardinal Roma

Giulio Roma (* 16. September 1584 in Mailand; † 16. September 1652 in Rom) war ein italienischer Kardinal der Römischen Kirche und Bischof von Recanati und Loreto.

## Leben

Kardinalswappen (modernes Schema)

Roma wurde am 16. September 1584 in Mailand als eines von sechzehn Kindern adeliger Eltern geboren. Er wurde an der Universität Pavia und der Universität Perugia ausgebildet.
In jungen Jahren wurde er Kammerherr von Kardinal Federico Borromeo, dem Erzbischof von Mailand. Danach ging er nach Rom und fand Gehör bei Papst Paul V. Danach zog er nach Rom um und wurde 1607 Konsitorialanwalt. 1618 wurde er Gouverneur von Orvieto, 1619 Gouverneur von Camerino und 1619 Gouverneur von Perugia. Dort blieb er bis zu seiner Kreierung zum Kardinal, die im letzten Konsistorium Pauls V. am 11. Januar 1621 erfolgte. Am 3. März 1621 wurde ihm vom Papst die Titelkirche Santa Maria sopra Minerva zugewiesen.
Am 17. März 1621 wurde er zum Bischof von Recanati und Loreto ernannt. Die Bischofsweihe spendete ihm am 16. Mai 1621 Kardinal Giambattista Leni unter Assistenz von Giovanni Luigi Pasolini und Fabrizio Landriani. Kardinal Roma nahm am Konklave 1621 und am Konklave 1623 teil. Am 21. August 1634 wurde er zum Bischof von Tivoli ernannt, wo er die Kathedrale wiederaufbaute und mit dem Wiederaufbau der Kathedrale von Alba begann. Am 28. März 1639 wechselte er seine Titelkirche und wurde Kardinalpriester von Santa Prassede.
Am 13. Juli 1644 optierte er auf die Erhebung zum Kardinalbischof von Frascati, aber zwei Wochen darauf verstarb Papst Urban VIII. Roma nahm nun am Konklave 1644 teil, aus dem Innozenz X. als neuer Pontifex hervorging, der ihn am 23. Oktober 1645 zum Kardinalbischof von Porto e Santa Rufina und Kardinalsubdekan erhob.
Am 29. April 1652 wurde er zum Dekan des Heiligen Kollegiums, Kardinalbischof von Ostia e Velletri und Gouverneur von Velletri ernannt. Er starb an seinem 68. Geburtstag in Rom.